# Aziza Abba
Pour les articles homonymes, voir Abba (homonymie).
Aziza Abba (en arabe : عزيزة ابا) est une femme politique marocaine. 
Elle a été élue députée dans la liste nationale, lors des élections législatives marocaines de 2016 avec le Parti de l'Istiqlal. Elle fait partie du groupe parlementaire du même parti, et elle est membre de la Commission des infrastructures, de l'énergie, des mines et de l'environnement.